# Mezapa (ort i Atlántida, lat 15,55, long -87,38)
Mezapa är en ort i Honduras.   Den ligger i departementet Atlántida, i den nordvästra delen av landet, 160 km norr om huvudstaden Tegucigalpa. Mezapa ligger 109 meter över havet och antalet invånare är 917.
Terrängen runt Mezapa är varierad. Runt Mezapa är det ganska tätbefolkat, med 108 invånare per kvadratkilometer. Närmaste större samhälle är Arizona, 11,7 km nordost om Mezapa. Omgivningarna runt Mezapa är en mosaik av jordbruksmark och naturlig växtlighet.